# Gianluca Guidi (attore)
Gianluca Guidi (Milano, 24 marzo 1967) è un cantante, attore e regista teatrale italiano.

## Biografia

### Carriera

#### Musica
Figlio di Lauretta Masiero e di Johnny Dorelli.
Inizia la carriera come cantante, partecipando al Festival di Sanremo 1989 con il brano Amore è, scritta da Alberto Testa per le parole e da Augusto Martelli per la musica. L'anno successivo torna al Festival di Sanremo (condotto in quell'edizione da suo padre Johnny Dorelli) con Secondo te, sempre su musica di Martelli ma con il testo scritto da Giorgio Calabrese, classificandosi al 3º posto nella sezione "Novità"; sempre nel 1990 pubblica il suo album di debutto, Eddy and Me.

#### Teatro
Esordisce in teatro nel 1992 nella commedia musicale Parole d'amore parole, con Nino Manfredi. In Gigi è Gaston de Lachailles, accanto a Ernesto Calindri. A Roma, nel 1995, è in scena in un one-man show, Chiacchierata informale, con la regia di Ennio Coltorti e la produzione di Gigi Proietti. Nel 1998 è produttore musicale della versione italiana del musical My Fair Lady di Lerner e Loews. Dal 1998 al 2000 è Vernon Gersch in Stanno suonando la nostra canzone, regia di Gigi Proietti, che raggiunge le 280 repliche.
Nel 2000 fonda la Salieri Entertainment, società di produzione; co-produce con Gigi Proietti Taxi a due piazze, commedia di Ray Cooney, diretta dallo stesso Proietti e in cui Guidi interpreta il protagonista. Nel 2001 cura la regia e produce Serial Killer per signora di Douglas J. Cohen. Dal 2002 al 2004 produce Promesse promesse, la commedia di Neil Simon e Burt Bacharach, di cui cura la regia con il padre. Guidi interpreta anche il protagonista, C. C. Baxter.
Nel 2003 collabora alla produzione di Lennon & John di Giancarlo Lucariello, prodotto dal fratello Gabriele Guidi e con la regia di Massimo Natale, con Giampiero Ingrassia e Giuseppe Cederna. Nel 2004 interpreta Paul Bratter nella commedia di Neil Simon A piedi nudi nel parco, recitando a fianco di Anna Falchi, commedia di cui è produttore e regista e per cui ha composto anche le musiche.
Nell'estate 2005 al Globe Theatre di Roma interpreta Joseph Surface nell'opera di R. B. Sheridan Gossip – A scuola di maldicenza per la regia di Toni Bertorelli. Suoi recenti grandi successi sono gli spettacoli teatrali The Producers (versione italiana del musical di Mel Brooks) insieme a Enzo Iacchetti con la regia di Saverio Marconi e la produzione della compagnia della Rancia, e E sottolineo se, ovvero la resistibile ascesa di Gianluca G.. Nel 2008 inizia a portare nei teatri la commedia Facciamo l'amore di Norman Krasna, della quale è regista e protagonista, a fianco di Lorenza Mario ed Enzo Garinei.
Dal dicembre 2009 è protagonista della quinta edizione di Aggiungi un posto a tavola, in cui interpreta don Silvestro, ruolo reso famoso dal padre che lo interpretò nelle prime 3 edizioni. Il successo di questa edizione ha fatto sì che la tournée fosse replicata anche per la stagione 2010-2011. Nel 2010 è con Giampiero Ingrassia protagonista al Globe Theatre di Roma ne I due gentiluomini di Verona di William Shakespeare, con la regia di Francesco Sala. Nella stagione 2011-2012 cura due messe in scena firmando la regia di Se devi dire una bugia dilla ancora più grossa, e di Stanno suonando la nostra canzone di Neil Simon, con Giampiero Ingrassia e Simona Samarelli.
Nel 2011 riceve il riconoscimento speciale Leggio d'oro "Alberto Sordi".
Dal 12 ottobre 2017, torna in teatro con il celebre Aggiungi un posto a tavola, sempre nel ruolo di don Silvestro. È stato il protagonista anche dell'edizione successiva del musical, dal novembre 2019 al marzo 2020. Nel 2019-2020, è anche con Giampiero Ingrassia nel Maurizio IV - Pirandello Pulp di Edoardo Erba. Nel 2024, accompagnato da tre sperimentati musicisti, è in teatro con The Man & his Music, rievocazione delle canzoni e della vita di Frank Sinatra.

### Televisione
Per la televisione dal 1997 al 2000 è l'ispettore Giuliani nella serie televisiva Linda e il brigadiere, accanto a Nino Manfredi e Claudia Koll.
Nel 2016 interpreta padre Amatucci in The Young Pope, serie televisiva creata e diretta da Paolo Sorrentino.

#### Radio
Partecipa assiduamente, nelle vesti di ospite, al programma radiofonico Viva Radio 2, condotto da Rosario Fiorello e Marco Baldini, dove interpreta varie canzoni. Anche la trasmissione Gli spostati nel 2007 l'ha visto come ospite fisso per dieci puntate nel mese di settembre.
Nell'estate 2010 conduce su Rai Radio 1 Gianvarietà, uno show di mezz'ora con Claudio Pallottini e Massimiliano Giovanetti.

## Filmografia parziale

### Cinema
- Due un po' così, regia di Daniele Chiariello (2016)
- Se son rose, regia di Leonardo Pieraccioni (2018)
- Il peccato - Il furore di Michelangelo, regia di Andrey Konchalovskiy (2019)
- La scuola cattolica, regia di Stefano Mordini (2021)

### Televisione
- Linda e il brigadiere – serie TV, 16 episodi (1997-2000)
- The Young Pope – serie TV, 6 episodi (2016)

## Teatro

### Attore
- Parole d'amore... parole, regia di Nino Manfredi (1992)
- Gigi, opera teatrale di Alan Jay Lerner, regia di Filippo Crivelli (1995-1996)
- Chiacchierata informale, regia di Ennio Coltorti (1995)
- Stanno suonando la nostra canzone, regia di Gigi Proietti (1998-1999, 1999-2000)
- Taxi a due piazze, opera teatrale di Ray Cooney, regia di Gigi Proietti (2000, 2005)
- Promesse promesse, un musical di Neil Simon, regia di Johnny Dorelli (2002-2003, 2003-2004)
- A piedi nudi nel parco, opera di Neil Simon, regia di Gianluca Guidi (2004-2005)
- Gossip! (a scuola di maldicenza) di Richard Brinsley Sheridan, regia di Toni Bertorelli (2005)
- The Producers di Mel Brooks, regia di Saverio Marconi (2006)
- ...E sottolineo se! Ovvero la resistibile ascesa di Gianluca G., scritto da Calabrese Pallottini e Giovanetti Guidi, regia di Gianluca Guidi (2006-2007)
- Facciamo l'amore, opera teatrale di Norman Krasna, regia di Gianluca Guidi (2008-2009)
- Aggiungi un posto a tavola, commedia musicale di Garinei e Giovannini, regia di Johnny Dorelli (2009-2010, 2010-2011)
- I due gentiluomini di Verona, commedia di William Shakespeare, regia di Francesco Sala (2010)
- Taxi a due piazze di Ray Cooney, regia di Gianluca Guidi (2013-2014, 2015-2016)
- Serial killer per signora, opera di Douglas J. Cohen, regia di Gianluca Guidi (2016-2017)
- Aggiungi un posto a tavola di Garinei e Giovannini, regia di Gianluca Guidi (2017-2018, 2019-2020, 2021-2022)
- Maurizio IV un Pirandello pulp, regia di Edoardo Sala (2019-2020, 2020-2021)

### Regista
- Serial Killer per signora, opera di Douglas J. Cohen, regia di Gianluca Guidi (2001)
- Se devi dire una bugia dilla ancora più grossa, regia di Gianluca Guidi (2011-2012)
- Stanno suonando la nostra canzone di Neil Simon, regia di Gianluca Guidi (2011-2012)

## Discografia parziale
- 1990 – Eddy and me (Kono Records, KML 111)
- 2010 – I'm Old Fashioned (Lucky Planets)